# Mur Carnota

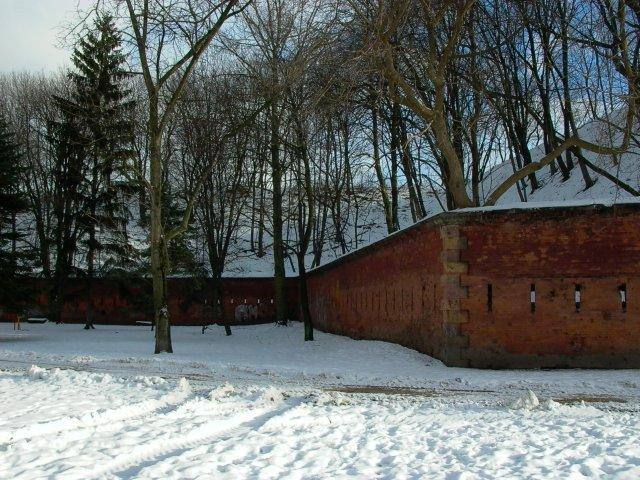
Mur Carnota w rowie fortecznym Cytadeli Warszawskiej

Mur Carnota – ceglany mur obronny ze strzelnicami, na stoku wału obronnego lub u jego podnóża w rowie fortecznym, stosowany w fortyfikacjach głównie w pierwszej połowie XIX wieku.
W murze mogły znajdować się strzelnice dla broni ręcznej. Zadaniem muru Carnota było utrudnienie przeciwnikowi pokonania rowu. Zastosowany po raz pierwszy przez francuskiego inżyniera wojskowego generała  Lazare’a Nicolasa Carnota w narysie jego autorstwa z 1772 roku.
W przypadku części fortów mur Carnota opatrzony był strzelnicami jedynie w części szyjowej, przyległej do bramy wjazdowej.